# Caroline Abel
 Caroline Abel (1972) es una economista seychellense. En 2012, fue nombrada Gobernadora del Banco Central de Seychelles, convirtiéndose en la primera mujer en Seychelles en lograr tal hazaña.

## Biografía
Caroline nació en Anse Boileau, Mahé, Seychelles, Mahé, Seychelles, donde terminó su educación básica y media. Es hija de Antoine Abel, primer dramaturgo de Seychelles. Tiene un primer grado en Economía y una maestría en economía monetaria por la Universidad de Leeds y por la Universidad de Glasgow respectivamente.
Su carrera comenzó en abril de 1994 después de que consiguió empleo como vendedora sénior de banco en el Banco Central de Seychelles. Sirvió en varias capacidades en el Banco Central de Seychelles antes de ser nombrada vicegobernadora de la institución en julio de 2010.
El 14 de marzo de 2012, Abel se convirtió en la primera mujer en ser nombrada Gobernadora del Banco Central de Seychelles, sucediendo a Pierre Laporte.

## Algunas publicaciones
- 2009. Central Bank Independence in a Small Open Economy: The Case of Seychelles. 76 p. Ed. VDM Verlag Dr. Müller. ISBN 3639219759 ISBN 978-3639219753

## Reconocimientos
Durante el 6.º Foro Africano de Liderazgo Empresarial y Premios, Abel fue galardonada con un Premio Especial de Mención por el Caucus Negro Legislativo de Georgia. También fue presentada con el Premio Africano de Servidor Público del Año por la Revista Africana de Liderazgo en el evento.